# Péter Halmosi
Péter Halmosi (Szombathely, Hungría, 25 de septiembre de 1979) es un futbolista húngaro. Juega de volante y su actual equipo es el Szombathelyi Haladás de la NB1 de Hungría. 

## Selección nacional
Ha sido internacional con la Selección de fútbol de Hungría, ha jugado 35 partidos internacionales.

## Clubes
| Club                 | País       | Año       |
| -------------------- | ---------- | --------- |
| Szombathelyi Haladás | Hungría    | 1999-2002 |
| Grazer AK            | Austria    | 2002-2003 |
| Debreceni VSC        | Hungría    | 2003-2007 |
| Plymouth Argyle      | Inglaterra | 2007-2008 |
| Hull City            | Inglaterra | 2008-2010 |
| Szombathelyi Haladás | Hungría    | 2010-     |

## Palmarés

### Campeonatos nacionales
| Título               | Club          | País    | Año  |
| -------------------- | ------------- | ------- | ---- |
| Liga de Hungría      | Debreceni VSC | Hungría | 2005 |
| Supercopa de Hungría | Debreceni VSC | Hungría | 2005 |
| Liga de Hungría      | Debreceni VSC | Hungría | 2006 |
| Supercopa de Hungría | Debreceni VSC | Hungría | 2006 |